# Писаревская, Софья Владимировна
Софья Владимировна Писаревская (род. 23 мая 2002, Красноярск) — российская волейболистка, диагональная нападающая.

## Биография
Начала заниматься волейболом в красноярской СШОР «Енисей». 1-й тренер — А. М. Новодворская. С 2018 выступает за фарм-команду ВК «Енисей» в Молодёжной лиге, а с 2019 — параллельно и за основную команду клуба в суперлиге чемпионата России. В 2020 в составе «Енисея»-2 стала обладателем Кубка Молодёжной лиги. Обладатель Кубка Сибири и Дальнего Востока 2021. В 2025 перешла в череповецкую «Северянку».

### Клубная карьера
- 2018—2021 —  «Енисей»-2 (Красноярск) — молодёжная лига;
- 2019—2025 —  «Енисей» (Красноярск) — суперлига;
- с 2025 —  «Северянка» (Череповец) — высшая лига «А».

## Достижения
- победитель (2021) и серебряный призёр (2020) розыгрышей Кубка Сибири и Дальнего Востока.
- победитель (2020) и серебряный призёр (2022) розыгрышей Кубка Молодёжной лиги.